# Вінницька міська рада
Ві́нницька міська́ ра́да  — адміністративно-територіальна одиниця та орган місцевого самоврядування у Вінницькій області з адміністративним центром у місті Вінниці, що має статус міста обласного значення.

## Загальні відомості
- Територія ради: 79.94 км²
- Населення ради: 370 921 особа (станом на 1 вересня 2015 року)
- Водоймища на території, підпорядкованій даній раді: річка Південний Буг

## Населені пункти
Міській раді підпорядковані населені пункти:
- м. Вінниця

## Склад ради
Рада складається з 54 депутатів та голови.
- Голова ради: Моргунов Сергій Анатолійович
- Секретар ради:

### Керівний склад попередніх скликань
| ПІБ                          | Основні відомості                                                                                             | Дата обрання | Дата звільнення |
| ---------------------------- | --- | ------------ | --------------- |
| Гройсман Володимир Борисович | Міський голова, 1978 року народження, освіта вища, безпартійний                                               | 26.03.2006   | 31.10.2010      |
| Гройсман Володимир Борисович | Міський голова, 1978 року народження, освіта вища, член Політичної партії «Совість України»                   | 31.10.2010   | 01.03.2014      |
| Моргунов Сергій Анатолійович | Міський голова, 1968 року народження, освіта вища, безпартійний, від партії «Вінницька європейська стратегія» | 15.11.2015   |                 |

Примітка: таблиця складена за даними сайту Верховної Ради України та ЦВК

### Депутати VII скликання
За результатами місцевих виборів 2015 року депутатами ради стали:

#### За суб'єктами висування
| Суб'єкт висування                                       | Кількість обраних депутатів | %     |
| ------------------------------------------------------- | --------------------------- | ----- |
| Політична партія «Вінницька європейська стратегія»      | 20                          | 37.04 |
| Партія Блок Петра Порошенка «Солідарність»              | 10                          | 18.52 |
| Політична партія Всеукраїнське об'єднання «Батьківщина» | 9                           | 16.67 |
| Політична партія Всеукраїнське об'єднання «Свобода»     | 6                           | 11.11 |
| Політична партія «Об'єднання „Самопоміч“»               | 5                           | 9.26  |
| Політична партія «Опозиційний блок»                     | 4                           | 7.41  |

#### За округами
| № округу                                                | Прізвище, ім'я, по батькові        | Дата нар.  | Освіта              | Партійна приналежність            | Відомості |
| ------------------------------------------------------- | ---------------------------------- | ---------- | ------------------- | --------------------------------- | --- |
| ПОЛІТИЧНА ПАРТІЯ «ВІННИЦЬКА ЄВРОПЕЙСЬКА СТРАТЕГІЯ»      |                                    |            |                     |                                   | |
| пк                                                      | Моргунов Сергій Анатолійович       | 09.07.1968 | вища                | безпартійний                      | Вінницька міська рада, секретар |
| 54                                                      | Терліковський Василь Васильович    | 26.11.1953 | вища                | безпартійний                      | Публічне акціонерне товариство «Маяк» Дочірнє підприємство "Зовнішньо-економічна фірма «Маяк» Публічного акціонерного товариства «Маяк», генеральний директор, голова правлінняДиректор |
| 14                                                      | Мацера Віктор Вікторович           | 05.03.1970 | професійно-технічна | безпартійний                      | Самозайнята особа, фізична особа-підприємець |
| 5                                                       | Чорновол Володимир Іванович        | 11.09.1981 | вища                | безпартійний                      | Комунальне унітарне підприємство «ЕкоВін», директор |
| 1                                                       | Бабій Петро Валерійович            | 12.07.1975 | вища                | безпартійний                      | Товариство з обмеженою відповідальністю «УНІВЕРСАЛ-3», директор |
| 26                                                      | Бессолов Степан Андрійович         | 08.06.1974 | вища                | безпартійний                      | Газета «Вінницькі реалії», головний редактор |
| 19                                                      | Шеншин Віктор Олександрович        | 13.02.1945 | вища                | безпартійний                      | Зовнішньоекономічна асоціація «Новосвіт», радник з питань розвитку альтернативних джерел електроенергетики, генерального директора                                                      |
| 45                                                      | Парвадов Олександр Онисимович      | 17.07.1949 | вища                | безпартійний                      | пенсіонер |
| 51                                                      | Скоромний Ігор Олександрович       | 07.08.1966 | вища                | безпартійний                      | Приватне підприємство "Фірма «ЯСКО», директор |
| 53                                                      | Яблонський Павло Васильович        | 11.07.1976 | вища                | «Вінницька європейська стратегія» | Товариство з обмеженою відповідальністю «Інтер-Трейд», комерційний директор |
| 22                                                      | Панчук Наталя Володимирівна        | 22.08.1960 | професійно-технічна | безпартійна                       | Квартальний комітет «Димитрівський» Вінницької міської ради, голова |
| 50                                                      | Гройсман Борис Ісаакович           | 22.08.1946 | вища                | безпартійний                      | пенсіонер |
| 38                                                      | Ярова Світлана Андріївна           | 03.06.1991 | вища                | безпартійна                       | Приватне підприємство «Женева-Плюс», юрисконсульт |
| 36                                                      | Васільєв Володимир Петрович        | 29.01.1942 | вища                | безпартійний                      | Товариство з обмеженою відповідальністю-підприємство «АВІС», радник керівництва |
| 28                                                      | Іващук Антоніна Янківна            | 26.11.1965 | вища                | безпартійна                       | «Цілодобова варта» Вінницької міської ради, начальник відділу оперативного реагування                                                                                                   |
| 47                                                      | Чернега Олександр Михайлович       | 11.03.1983 | вища                | безпартійний                      | Департамент Державна служба «Геодезії, картографії і кадастру України», директор |
| 43                                                      | Зажирко Юрій Дмитрович             | 22.02.1973 | вища                | безпартійний                      | Самозайнята особа, фізична особа-підприємець |
| 10                                                      | Андронійчук Роман Степанович       | 01.07.1984 | вища                | безпартійний                      | Самозайнята особа, фізична особа-підприємець |
| 44                                                      | Задорожнюк Павло Миколайович       | 28.07.1970 | вища                | безпартійний                      | Самозайнята особа, фізична особа-підприємець |
| 13                                                      | Малінін Володимир Володимирович    | 30.10.1970 | вища                | безпартійний                      | Загальноосвітня школа I–III ступенів № 20 Вінницької міської ради, директор закладу |
| ПАРТІЯ "БЛОК ПЕТРА ПОРОШЕНКА «СОЛІДАРНІСТЬ»             |                                    |            |                     |                                   | |
| пк                                                      | Коровій Валерій Вікторович         | 10.11.1964 | вища                | БПП «Солідарність»                | Вінницька обласна державна адміністрація, голова |
| 15                                                      | Заремба В'ячеслав Броніславович    | 27.07.1981 | вища                | безпартійний                      | Приватне підприємство "Агентство нерухомості «ОЛІМП», директор |
| 12                                                      | Власюк Алла Володимирівна          | 06.06.1973 | вища                | безпартійна                       | Товариство з обмеженою відповідальністю «Вінницька промислова компанія», генеральний директор                                                                                           |
| 9                                                       | Онофрійчук Володимир Володимирович | 20.07.1984 | вища                | БПП «Солідарність»                | Товариство з обмеженою відповідальністю «ЕКСПЕРТИ», менеджер з регіонального розвитку                                                                                                   |
| 33                                                      | Ткачук Ігор Віталійович            | 01.07.1973 | вища                | безпартійний                      | Державне підприємство поштового зв'язку «Укрпошта», заступник генерального директора |
| 21                                                      | Стукан Олег Степанович             | 01.03.1976 | вища                | безпартійний                      | Товариство з обмеженою відповідальністю «Будмонтажпроект», комерційний директор |
| 7                                                       | Кривіцький Віктор Броніславович    | 08.05.1965 | вища                | безпартійний                      | Вінницька міська рада, директор Департаменту самоврядного контролю |
| 39                                                      | Третяк Олександр Іванович          | 06.05.1960 | вища                | безпартійний                      | Товариство з обмеженою відповідальністю "Науково-виробниче підприємство «Гамма», директор                                                                                               |
| 30                                                      | Погосян Віталій Валерійович        | 30.06.1981 | вища                | безпартійний                      | Департамент економіки і інвестицій Вінницької міської ради, директор |
| 34                                                      | Очеретний Андрій Михайлович        | 01.12.1977 | вища                | безпартійний                      | Концерн «Поділля», заступник генерального директора |
| політична партія Всеукраїнське об'єднання «Батьківщина» |                                    |            |                     |                                   | |
| пк                                                      | Іорданов Юрій Іванович             | 16.08.1967 | вища                | ВО «Батьківщина»                  | Вінницьке обласне комунальне агросільскогосподарске аідприємство «Віноблагроліс», 1-й заступник Генерального директора                                                                  |
| 8                                                       | Давиденко Ганна Віталіївна         | 24.05.1983 | вища                | ВО «Батьківщина»                  | Вінницький соціально-економічний інститут ВНЗ Відкритий міжнародний університет «Україна», директор                                                                                     |
| 4                                                       | Ткачук Григорій Стахович           | 07.05.1956 | вища                | ВО «Батьківщина»                  | Комунальне підприємство «Вінницьке шляхове управління», майстер |
| 10                                                      | Ревунов Олександр Миколайович      | 04.06.1970 | вища                | ВО «Батьківщина»                  | ПАТ "КОНЦЕРН «ГАЛНАФТОГАЗ», керівник департаменту міжрегіонального розвитку |
| 6                                                       | Тихонюк Микола Сергійович          | 13.01.1956 | вища                | ВО «Батьківщина»                  | Приватне підприємство «ОКЕАН-1», заступник директора |
| 7                                                       | Тихонюк Тетяна Миколаївна          | 22.06.1981 | вища                | ВО «Батьківщина»                  | Фізична особа-підприємець |
| 15                                                      | Ваколюк Людмила Євгенівна          | 14.10.1971 | вища                | ВО «Батьківщина»                  | Фізична особа-підприємець |
| 20                                                      | Кудіяров Вадим Ігорович            | 10.10.1988 | вища                | ВО «Батьківщина»                  | Фізична особа-підприємець |
| 16                                                      | Алекса Олег Юрійович               | 16.04.1966 | вища                | ВО «Батьківщина»                  | Фізична особа-підприємець |
| політична партія Всеукраїнське об'єднання «Свобода»     |                                    |            |                     |                                   | |
| пк                                                      | Базелюк Володимир Васильович       | 13.04.1980 | вища                | ВО «Свобода»                      | СПД ФО Базелюк В. В., приватний підприємець |
| 21                                                      | Мартинюк Віктор Миколайович        | 17.07.1975 | вища                | ВО «Свобода»                      | Вінницький обласний гуманітарно-педагогічний коледж, викладач фізичної культури та керівник центру боксу «Наставник» ім. В. Г. Михайловського                                           |
| 40                                                      | Кондратюк Людмила Миколаївна       | 16.09.1956 | вища                | безпартійна                       | Вінницька обласна дитяча клінічна лікарня, завідувачка поліклініки |
| 39                                                      | Барцьось Володимир Володимирович   | 01.10.1984 | вища                | ВО «Свобода»                      | виконавчий апарат Вінницької обласної ради, заступник начальника відділу аналітично-інформаційної роботи                                                                                |
| 18                                                      | Семененко Олександр Леонідович     | 18.10.1982 | вища                | ВО «Свобода»                      | ТОВ «САТУРН-ТВ», промоутер побутової техніки |
| 42                                                      | Уманець Дмитро Андрійович          | 23.03.1985 | вища                | ВО «Свобода»                      | ФОП Уманець Дмитро Андрійович, підприємець |
| Політична партія "Об'єднання «САМОПОМІЧ»                |                                    |            |                     |                                   | |
| пк                                                      | Зєрщиков Олександр Володимирович   | 20.01.1985 | вища                | «Самопоміч»                       | ПП «Форсаж», директор |
| 25                                                      | Околіта Володимир Олександрович    | 23.11.1972 | вища                | безпартійний                      | Обласна клінічна лікарня ім. М.Пирогова, ліакар торокальний хірург |
| 40                                                      | Колісник Олександр Володимирович   | 19.10.1983 | вища                | безпартійний                      | КЗ «МКСП», лікар хірург-стоматолог |
| 34                                                      | Ткаченко Олег Петрович             | 25.05.1968 | вища                | безпартійний                      | ПП «Вінфорт», фінансовий директор |
| 24                                                      | Максименко Юрій Володимирович      | 19.12.1981 | вища                | безпартійний                      | Фізична особа що займається незалежною професійною діяльністю. Адвокат., консультант адвоката з економічних питань                                                                      |
| Політична Партія «Опозиційний блок»                     |                                    |            |                     |                                   | |
| пк                                                      | Кучерук Юрій Юрійович              | 24.01.1976 | вища                | «Опозиційний блок»                | тимчасово не працює |
| 27                                                      | Мазуренко Денис Анатолійович       | 07.01.1985 | вища                | «Опозиційний блок»                | Фізична особа-підприємець «Мазуренко», директор |
| 35                                                      | Лепей Олена Володимирівна          | 03.10.1977 | вища                | безпартійна                       | Національна академія внутрішніх справ, начальник відділення |
| 34                                                      | Лепей Михайло Васильович           | 21.06.1991 | вища                | безпартійний                      | УПЗСЕ УМВС, оперуповноважений |

### Депутати VI скликання
За результатами місцевих виборів 2010 року депутатами ради стали:

#### За суб'єктами висування
| Суб'єкт висування                                       | Кількість обраних депутатів | %  |
| ------------------------------------------------------- | --------------------------- | -- |
| Політична партія «Совість України»                      | 33                          | 66 |
| Партія регіонів                                         | 5                           | 10 |
| Політична партія Всеукраїнське об'єднання «Батьківщина» | 5                           | 10 |
| Політична партія Всеукраїнське об'єднання «Свобода»     | 2                           | 4  |
| Політична партія «УДАР»                                 | 2                           | 4  |
| Політична партія «Фронт Змін»                           | 2                           | 4  |
| Політична партія «Сильна Україна»                       | 1                           | 2  |

#### За округами
| № округу | Прізвище, ім'я, по батькові        | Дата визнання обраним | Освіта                    | Партійна приналежність | Відомості про обраного депутата                                                                                           |
| -------- | ---------------------------------- | --------------------- | ------------------------- | ---------------------- | --- |
| б/м      | Кравець Олександр Григорович       | 05.11.2010            | вища                      | Партія регіонів        | Ленінська РДА, перший заступник голови                                                                                    |
| б/м      | Кривов'яз Тамара Миколаївна        | 05.11.2010            | вища                      | Партія регіонів        | перша дитяча міська поліклініка № 1, головний лікар                                                                       |
| б/м      | Астахов Андрій Сергійович          | 05.11.2010            | вища                      | Партія регіонів        | ДП «Вінницястандартметрологія», генеральний директор                                                                      |
| 1        | Бабій Петро Валерійович            | 05.11.2010            | вища                      | Партія регіонів        | ТОВ «Техсервіс», заступник директора                                                                                      |
| 11       | Кузнецов Петро Дмитрович           | 05.11.2010            | вища                      | Партія регіонів        | ВАТ «Маяк», голова наглядової ради                                                                                        |
| б/м      | Іорданов Юрій Іванович             | 05.11.2010            | вища                      | ВО «Батьківщина»       | Вінницька міська рада, начальник управління енергетики, транспорту та зв'язку                                             |
| б/м      | Шамрай Володимир Анатолійович      | 05.11.2010            | вища                      | ВО «Батьківщина»       | Вінницький обласний онкологічний диспансер, лікар                                                                         |
| б/м      | Тєлєга Лариса Іванівна             | 05.11.2010            | вища                      | ВО «Батьківщина»       | виробничо-комерційне підприємство ТОВ «Троян», м. Вінниця, генеральний директор                                           |
| б/м      | Тихонюк Микола Сергійович          | 05.11.2010            | вища                      | ВО «Батьківщина»       | приватне підприємство «ОКЕАН», генеральний директор                                                                       |
| б/м      | Алекса Олег Юрійович               | 05.11.2010            | вища                      | ВО «Батьківщина»       | приватний підприємець |
| б/м      | Бойдаченко Антон Павлович          | 05.11.2010            | вища                      | ВО «Свобода»           | приватне підприємство «Аміго», директор                                                                                   |
| б/м      | Базелюк Володимир Васильович       | 05.11.2010            | вища                      | ВО «Свобода»           | приватний підприємець |
| б/м      | Савчук Сергій Варфоломійович       | 05.11.2010            | вища                      | «Сильна Україна»       | приватний підприємець |
| б/м      | Моргунов Сергій Анатолійович       | 05.11.2010            | вища                      | позапартійний          | Вінницька міська рада, секретар ради                                                                                      |
| б/м      | Задорожнюк Павло Миколайович       | 05.11.2010            | вища                      | позапартійний          | ВО «Комунсервіс», голова спостережної ради                                                                                |
| б/м      | Мацера Віктор Вікторович           | 05.11.2010            | Освіта середня спеціальна | позапартійний          | СТ «Відродження», голова                                                                                                  |
| б/м      | Малінін Володимир Володимирович    | 05.11.2010            | вища                      | позапартійний          | МКП ІТА «ВІТА», директор                                                                                                  |
| б/м      | Єгоян Самвел Сергійович            | 05.11.2010            | вища                      | позапартійний          | ТОВ фірма «Вітекс», директор                                                                                              |
| б/м      | Скоромний Ігор Олександрович       | 05.11.2010            | вища                      | позапартійний          | ПП «Фірма Яско», директор                                                                                                 |
| б/м      | Кравець Ігор Юхимович              | 05.11.2010            | вища                      | позапартійний          | ТОВ «Подільська інжинірингова компанія», директор                                                                         |
| б/м      | Кравченко Сергій Миколайович       | 05.11.2010            | вища                      | позапартійний          | ТОВ «Фронто», директор |
| б/м      | Кононенко Валерій Васильович       | 05.11.2010            | вища                      | позапартійний          | Вінницький державний педагогічний університет ім. М. Коцюбинського, викладач, доцент кафедри політології та правознавства |
| б/м      | Добросердов Рінат Валерійович      | 05.11.2010            | вища                      | позапартійний          | ВОПН центр психосоматичної медицини, завідувач психоневрологічним кабінетом                                               |
| 2        | Анфілов Руслан Анатолійович        | 05.11.2010            | вища                      | позапартійний          | відділ у справах сім'ї, молоді та туризму Вінницької міської ради, начальник                                              |
| 3        | Космина Наталія Миколаївна         | 05.11.2010            | вища                      | позапартійна           | МКП РГ «Вінницька газета», головний редактор                                                                              |
| 4        | Івасюк Ігор Дмитрович              | 05.11.2010            | вища                      | позапартійний          | управління освіти і науки Вінницької ОДА, начальник                                                                       |
| 5        | Кривіцький Віктор Броніславович    | 05.11.2010            | вища                      | позапартійний          | Державна податкова адміністрація Вінницької обл., заступник голови                                                        |
| 6        | Шеншин Віктор Олександрович        | 05.11.2010            | вища                      | позапартійний          | тимчасово не працює |
| 7        | Шутак Ігор Анатолійович            | 05.11.2010            | вища                      | позапартійний          | управління комунального майна Вінницької міської ради, начальник                                                          |
| 8        | Іващук Антоніна Янківна            | 05.11.2010            | вища                      | позапартійна           | відділ оперативного реагування «Цілодобова варта» апарату Вінницької міської ради, начальник                              |
| 9        | Корольчук Ігор Євгенович           | 05.11.2010            | вища                      | «Совість України»      | управління комунального господарства та благоустрою Вінницької міської ради, начальник                                    |
| 10       | Парвадов Олександр Онисимович      | 05.11.2010            | вища                      | позапартійний          | тимчасово не працює |
| 12       | Яблонський Павло Васильович        | 05.11.2010            | вища                      | позапартійний          | ТОВ «Інтер-Трейд», комерційний директор                                                                                   |
| 13       | Гройсман Борис Ісаакович           | 05.11.2010            | Освіта середня            | позапартійний          | ТОВ «Фірма Юність Плюс», генеральний директор                                                                             |
| 14       | Куца Світлана Валентинівна         | 05.11.2010            | вища                      | позапартійна           | середня загальноосвітня школа № 10, директор школи                                                                        |
| 15       | Зажирко Юрій Дмитрович             | 05.11.2010            | вища                      | позапартійний          | , адвокат |
| 16       | Третяк Олександр Іванович          | 05.11.2010            | вища                      | позапартійний          | ТОВ НВП «Гамма», директор                                                                                                 |
| 17       | Очеретний Андрій Михайлович        | 05.11.2010            | вища                      | позапартійний          | концерн «Поділля», заступник генерального директора                                                                       |
| 18       | Клочко Вадим Леонідович            | 05.11.2010            | вища                      | позапартійний          | Вінницька обласна психоневрологічна лікарня ім. акад. О. І. Ющенка, головний лікар                                        |
| 19       | Жупанов Олександр Борисович        | 05.11.2010            | вища                      | позапартійний          | Вінницька обласна клінічна лікарня ім. М. І. Пирогова, головний лікар                                                     |
| 20       | Василюк Світлана Михайлівна        | 05.11.2010            | вища                      | позапартійна           | управління у справах преси та інформації Вінницької ОДА, начальник управління                                             |
| 21       | Васільєв Володимир Петрович        | 05.11.2010            | вища                      | позапартійний          | ТОВ «Авіс», генеральний директор                                                                                          |
| 22       | Богуславський Геннадій Вікторович  | 05.11.2010            | вища                      | позапартійний          | штаб командування ПС ЗС України, начальник відділу обліку кадрів                                                          |
| 23       | Вишневська Валентина Олександрівна | 05.11.2010            | вища                      | позапартійна           | ТОВ «Сигнал», директор |
| 24       | Савельєв Володимир Євтихійович     | 05.11.2010            | вища                      | позапартійний          | тимчасово не працює |
| 25       | Бессолов Степан Андрійович         | 05.11.2010            | вища                      | позапартійний          | газета «Вінницькі реалії», головний редактор                                                                              |
| б/м      | Ткачук Ігор Віталійович            | 05.11.2010            | вища                      | «УДАР»                 | ТОВ «АЯГіК», юрист |
| б/м      | Ткачук Геннадій Віталійович        | 05.11.2010            | вища                      | «УДАР»                 | ТОВ «Укрсервіс-плюс», юрист                                                                                               |
| б/м      | Павлюк Василь Петрович             | 05.11.2010            | вища                      | «Фронт Змін»           | ТОВ «Світ фото», директор                                                                                                 |
| б/м      | Жейда Ганна Іванівна               | 05.11.2010            | вища                      | «Фронт Змін»           | концерн «Поділля», начальник юридичного відділу                                                                           |